# Haplothrix fouqueti
Haplothrix fouqueti là một loài bọ cánh cứng trong họ Cerambycidae.